# Popo Football Club (México)
Popo Football Club fue un antiguo equipo mexicano que participó en La Liga Mexicana de Football Amateur Association. Apareció en la temporada de 1909 – 1910. En 1910 – 1911 se unió al British Club para formar un único equipo llamado entonces como British-Popo. Para la temporada 1911- 1912 todos los jugadores del Popo FC pasan a formar parte del British Club.

## Historia

### La Liga en crisis 1908
El Popo FC nació como un proyecto de los exjugadores del México Cricket Club R.N. Penny y J.J. MacFarlane. 
El México Cricket Club fue admitido dentro del San Pedro Golf Club en 1904 y esta institución fue admitida a su vez dentro del México Country Club en 1906 desapareciendo de la Liga de Fútbol en 1908.
Cuando el México Country Club dejó la Liga esta se quedó con solo tres equipos en competencia: Reforma, British Club y Pachuca para disputar la temporada de 1908-1909. La crisis no fue de calidad, sino de cantidad en los recursos humanos y materiales que eran escasos, pues solo se mantenían en pie aquellos clubes que tenían una base de miembros más numerosa además de mayor solvencia.
En aquella temporada solo se disputaron ocho partidos de Liga, dos de la Copa Tower y el Clásico England - Scotland. Como nunca La Liga Mexicana estuvo en peligro de desaparecer. Pero después de superar el peligro se desarrolló de manera constante, algo que ni la Revolución Mexicana pudo detener.

### Formación del Popo Football Club
Para 1909-1910 la Liga se esforzaba por sobrevivir. Penny y MacFarlane formaron un grupo de jugadores desconocidos en el medio futbolístico mexicano, pero se decía que habían participado de manera aceptable en algunos equipos ingleses. También obtuvieron el apoyo de la empresa empacadora Popo , cuyo nombre adoptó el Club. Convirtiéndose en el primer equipo de fútbol en México con patrocinio.
El domingo 24 de octubre de 1909 el Popo FC jugó su primer partido de liga ante el British Club, logrando un empate a 1 con las alineaciones siguientes:
British Club
Colin Robertson, Churchill, Neville, John Robertson, Fitch, M.S. Turner, Ratcliffe (c), Robinson, MacNabb, Kuhn, Blueglass.
Popo FC
MacFarlane, Penny, Ell, Williams, Rees, Shorter, Harris, MacCullough, Barnes, Burgess, Griffin.
Los goles fueron de MacNabb y de Burgess.
El Popo FC tuvo una campaña muy decorosa terminando en segundo lugar. Sin embargo el equipo estaba muy corto de jugadores, así que para la siguiente temporada decidieron unir recursos con el British Club, formando el equipo del British-Popo, para 1911-1912 solo se le conoció como British Club, Y para 1912-1913 esta fusión tomó el nombre de Rovers Football Club.

## El uniforme y el campo de juego
El uniforme del Popo FC era blanco muy parecido al del Reforma, la diferencia era el color de los vivos, negros en el caso del Popo y azules en relación con el Reforma. Tan parecidos eran que los redactores deportivos se pronunciaron por que el Popo diseñara un uniforme más característico.
Durante las dos temporadas que el Popo FC participó en la Liga de Fútbol tuvo como campo las instalaciones del México Country Club en Churubusco.